# Oxyopes birmanicus
Oxyopes birmanicus là một loài nhện trong họ Oxyopidae.
Loài này thuộc chi Oxyopes. Oxyopes birmanicus được Tord Tamerlan Teodor Thorell miêu tả năm 1887.

## Hình ảnh

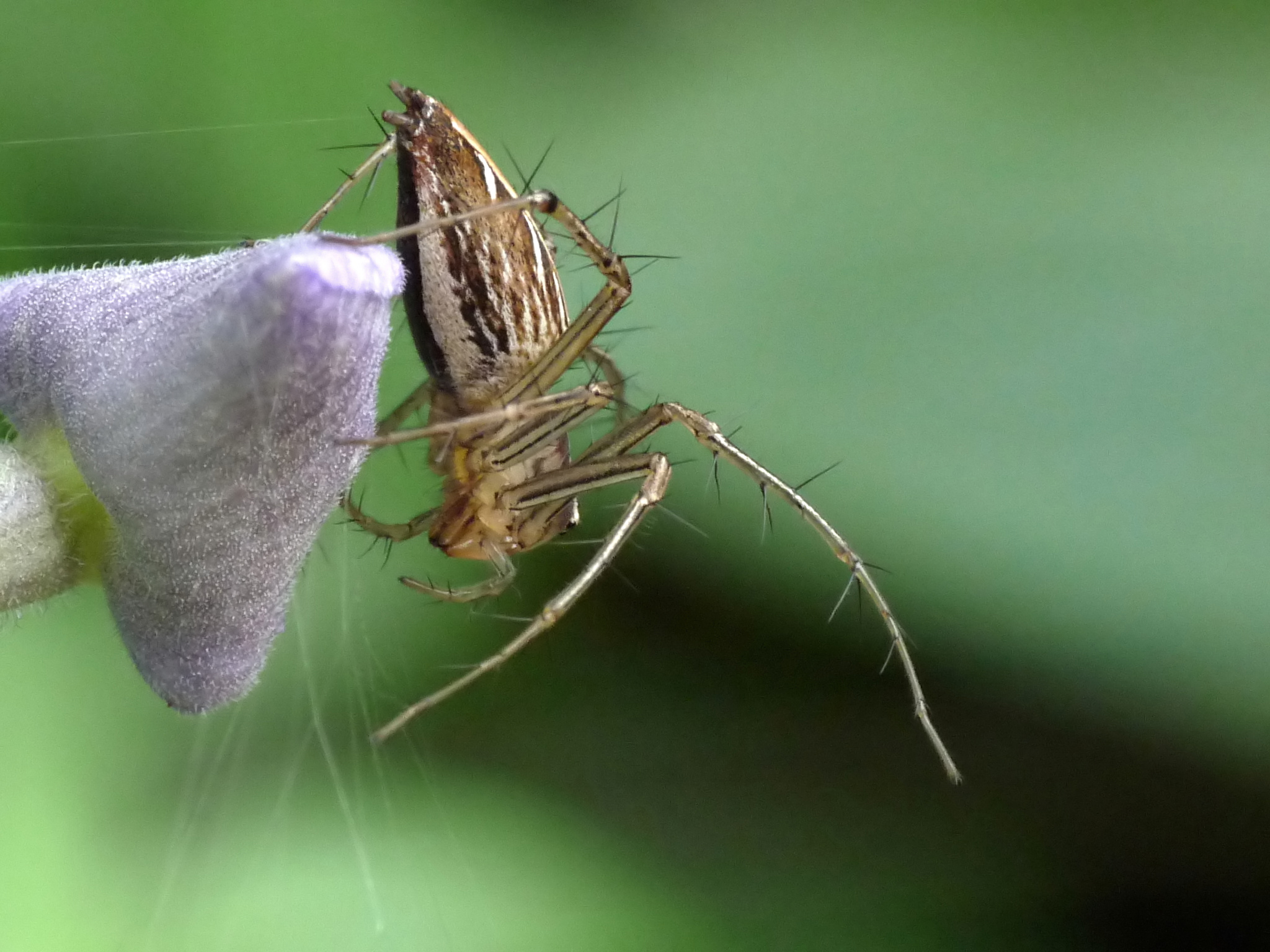